# 绍洛伊·哲尔吉
绍洛伊·哲尔吉（匈牙利語：Szalai György，1951年2月14日—），匈牙利男子举重运动员。他曾代表匈牙利参加1980年夏季奥林匹克运动会举重比赛，获得男子110公斤级铜牌。